# 南昌西站
南昌西站（又称为南昌西客站，早期规划曾称为新南昌站）是位于中华人民共和国江西省南昌市新建区九龙湖管理处（该管理处由红谷滩新区代管）的客运一等站，于2013年9月26日与昌福铁路一同启用，2014年12月10日杭长客运专线南杭段的启用标志着西站两场四个方向全部启用；南昌西站的西北侧将建设南昌长途汽车西站，目前永久性站房也已正式启用。南昌地铁2号线通过西站，4号线通过西站南广场。南昌西站是中国特大型铁路枢纽站之一，与南昌站共同承担南昌的铁路客运。
南昌西站是沪昆客运专线的重要枢纽站，也是昌九城际铁路和昌福铁路的起点站，而昌赣客运专线也通过联络线接入本站。

## 历史

### 规划与设计
南昌西站的规划早在2003年底就有提出；2006年向莆铁路获国家批准立项并将起点由南昌向塘改为新南昌站；2007年11月24日向莆铁路江西段开工。
2008年11月9日新建向莆铁路南昌西站开始概念设计方案征集，11月13日确认车站将设置在生米大桥以南，可容纳8000人，车站将配合周边建筑限高160米。
2009年12月22日杭长客运专线确认将在南昌和向莆铁路在南昌西站并站。

### 建设
2010年8月启动西站建设11月开工站房总面积25.90万平方米。
2011年12月《南昌西客站北广场城市设计》公告，2012年8月设计获批。
2013年2月19日主体工程完工，5月31日北广场封顶。

### 启用

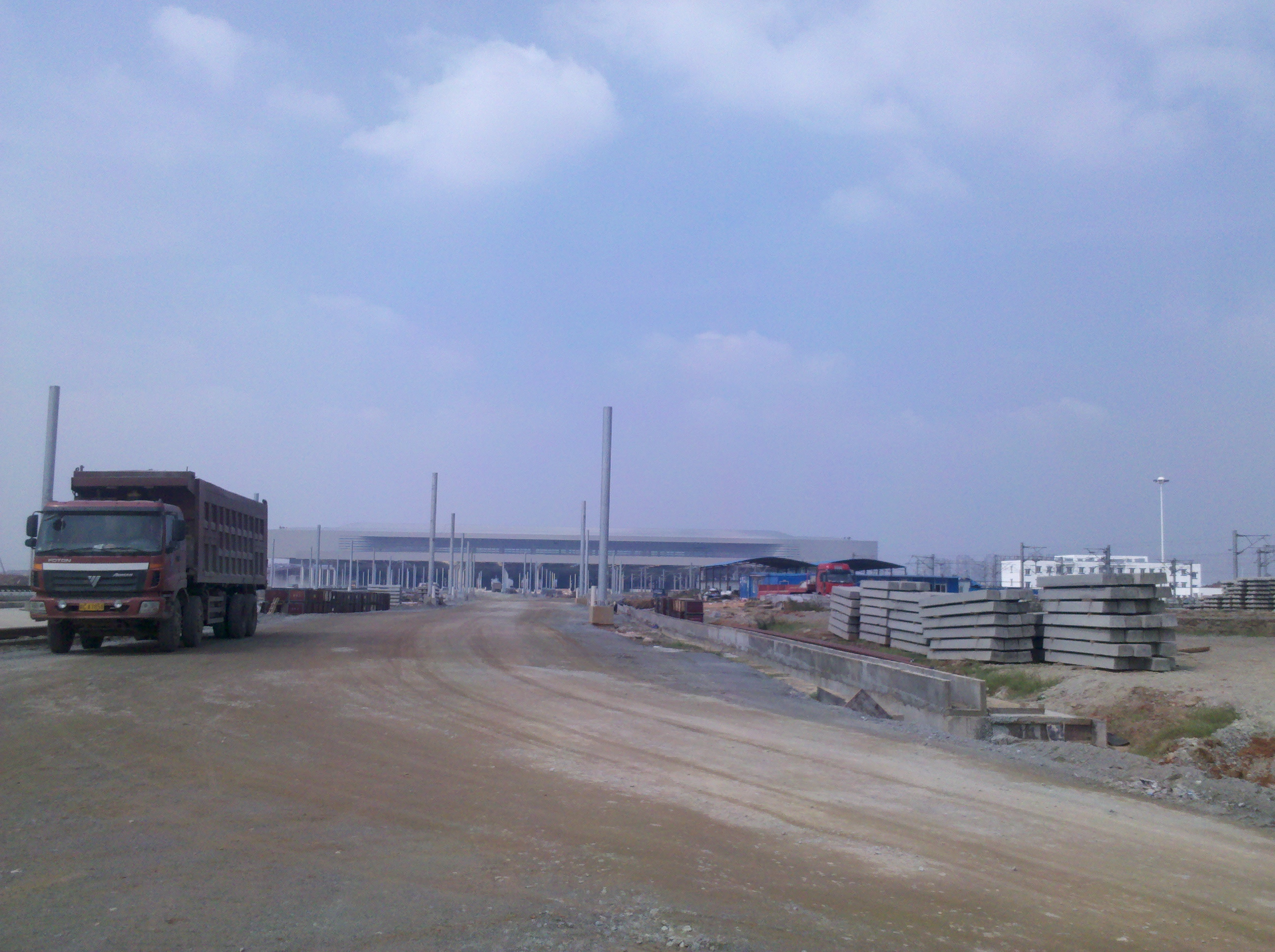
2013年9月，从西站东侧杭长线路工地上看站房。

2013年9月26日与向莆铁路一同启用；2014年9月16日沪昆高速铁路南昌西-长沙南区间启用，12月10日南昌西-杭州东区间启用。
自2015年起，由于南昌站开始改造工程，部分股道封锁无法接发、通过列车，因此一部分原本在南昌站作业的列车转移至本站以及向塘、九江接发。
2016年南昌铁路局重新公布了管内的车站等级，本站为一等站；随后有报道指出车站为特等站。
2022年11月12日20時20分許，南昌西站附近一铁路用變壓器起火，未造成人員傷亡。

## 车站结构

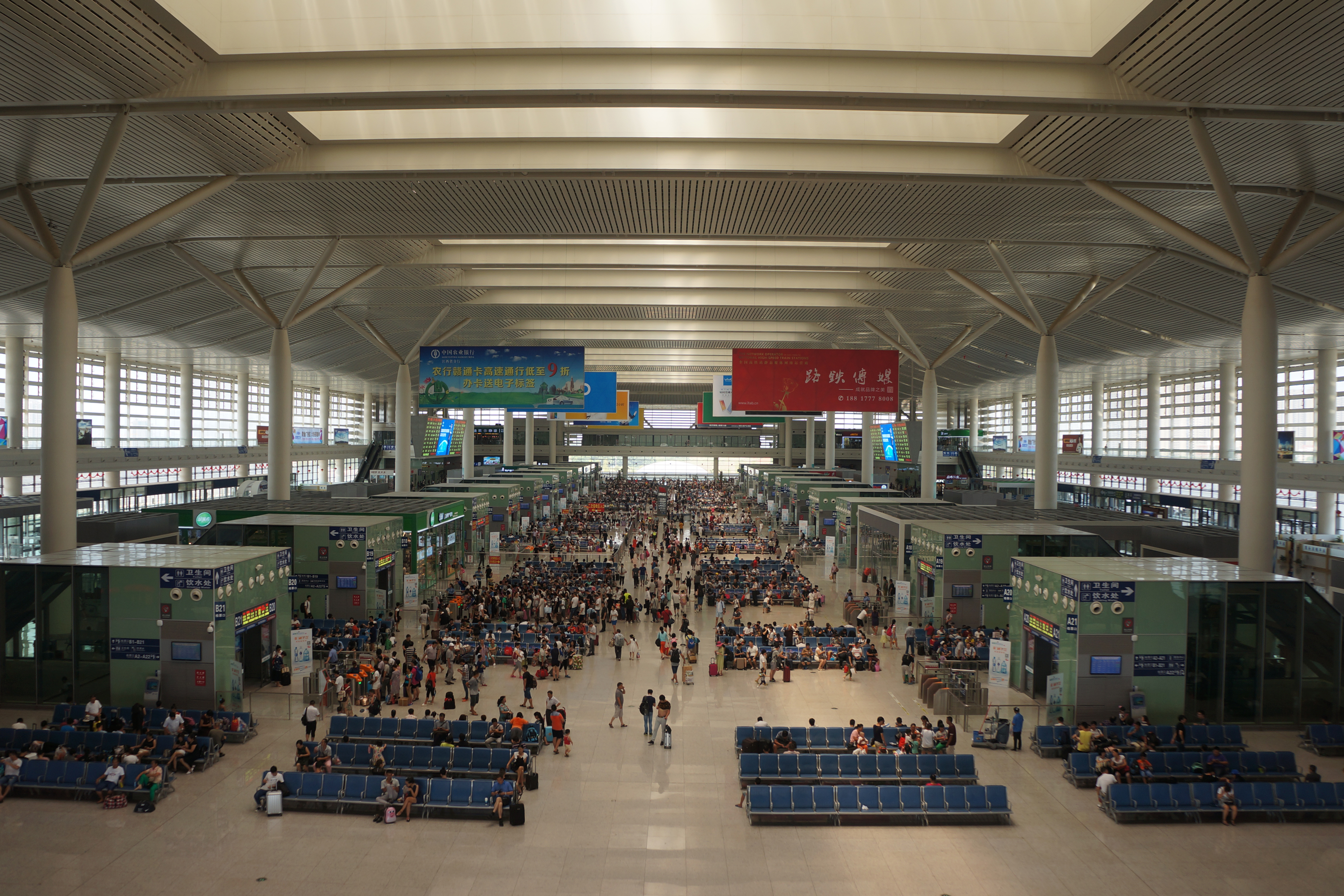
车站候车室

南昌西站总建筑面积为25.9万平方米，其中站房11.45万平方米、站台雨棚7.25万平方米，设计站房高峰时旅客发送量为8600人。
车站设12站台26线，其中正线4条，到发线22条，包括10个岛式站台和2个侧式站台。站房建筑面积为114500平方米。站房采用线上高架候车结构，包括南北两个站房和高架站房，并在两侧设置站前高架和落客平台。地下设有南北通廊，每个站台的出站口都连接此通廊，该通廊连接西站南北两个广场，北部分的通廊还预留了地铁2号线的空间。北广场还将建成商业区。

### 进站口

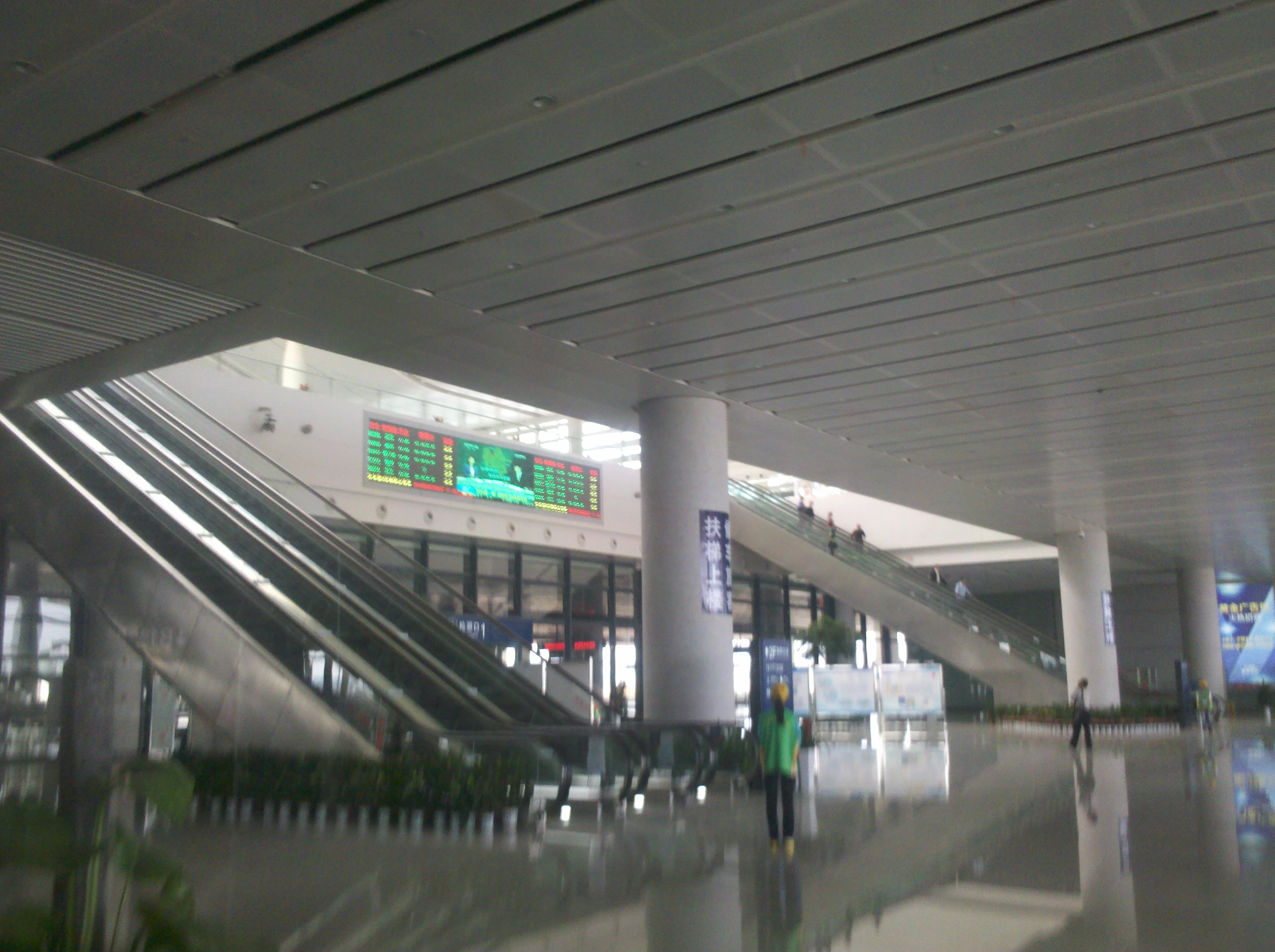
北入口位于地面层

### 站线布置

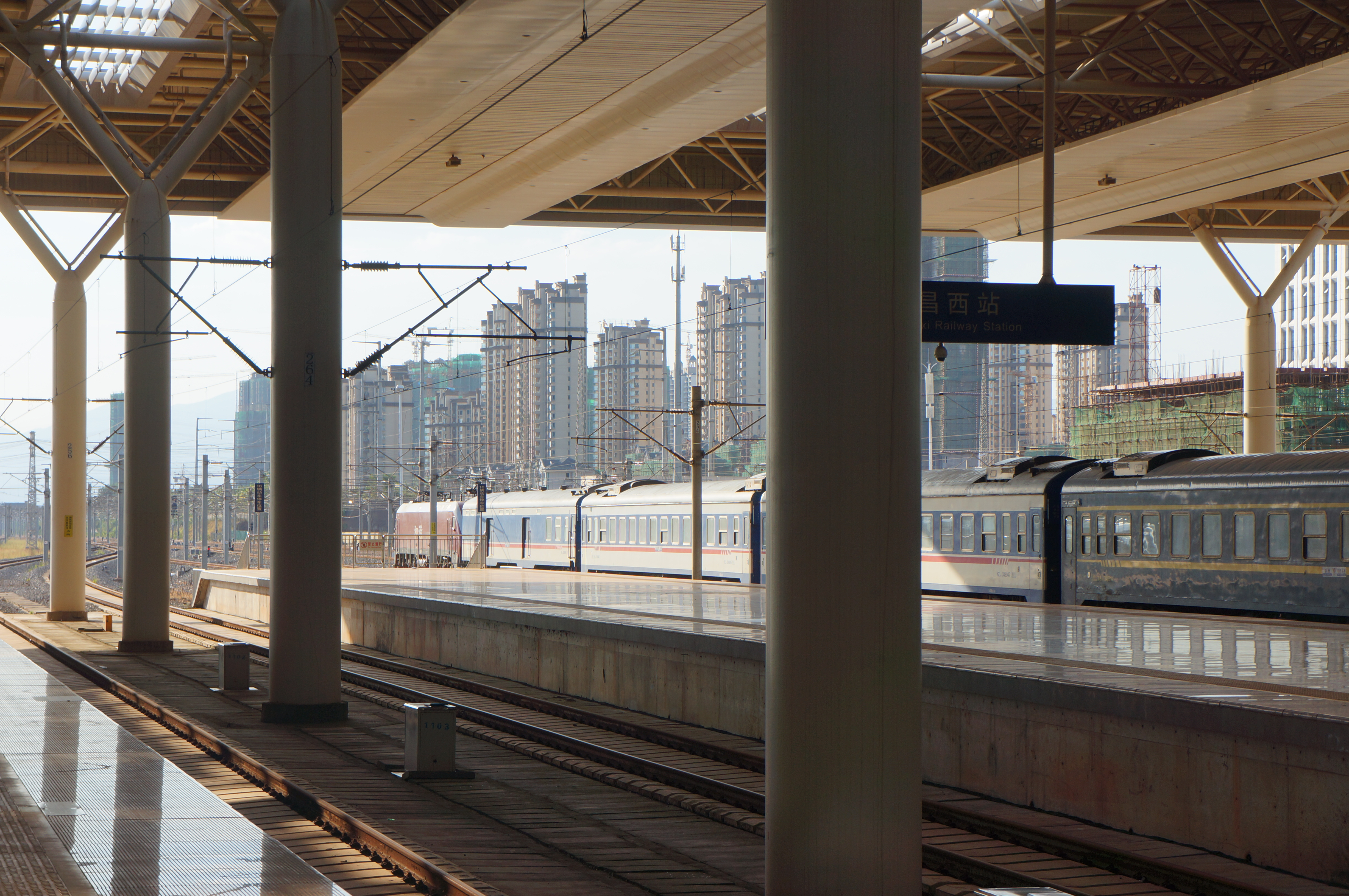
T306次列车停靠在昌九场

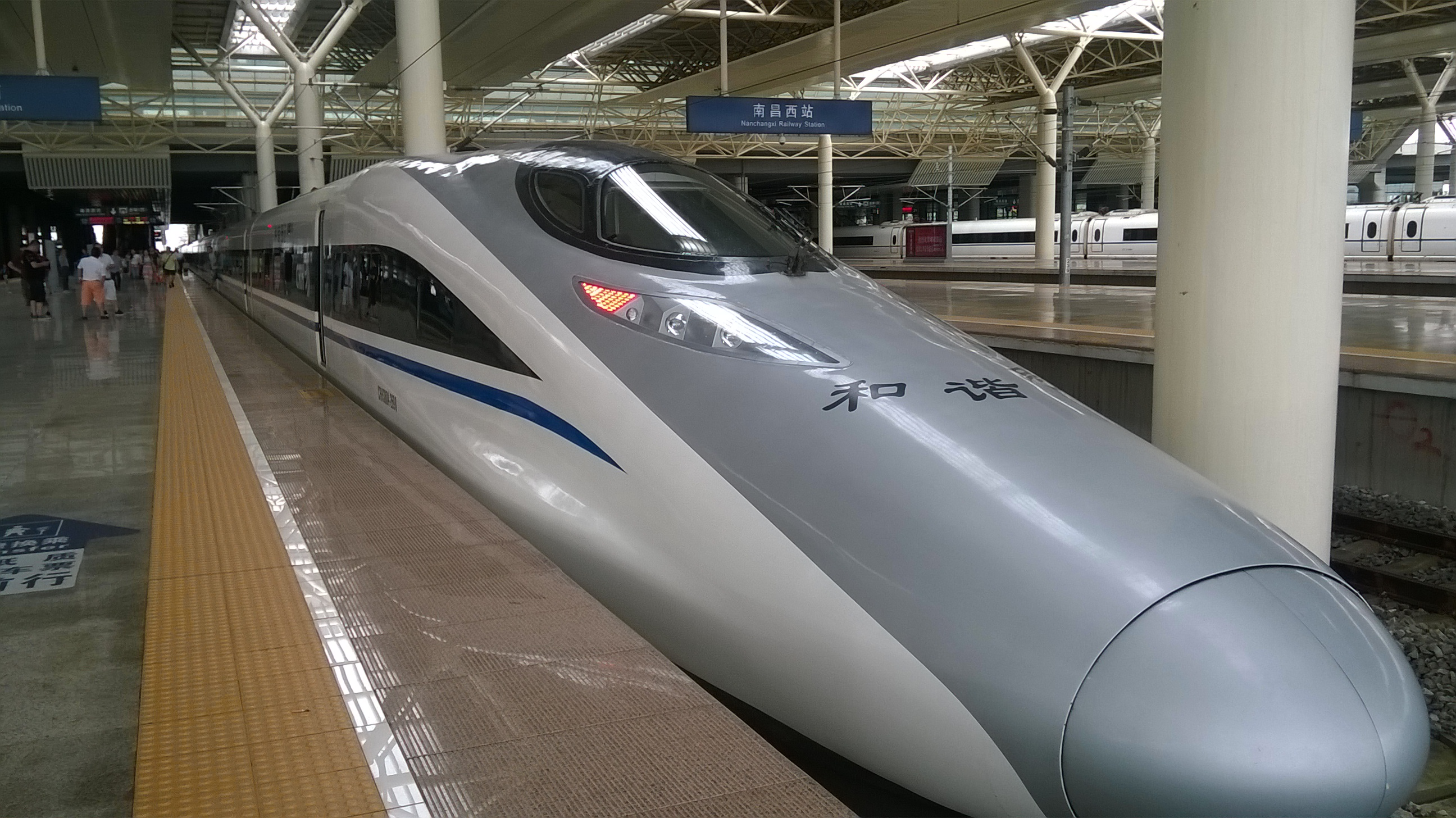
一列CRH380A停靠在站台

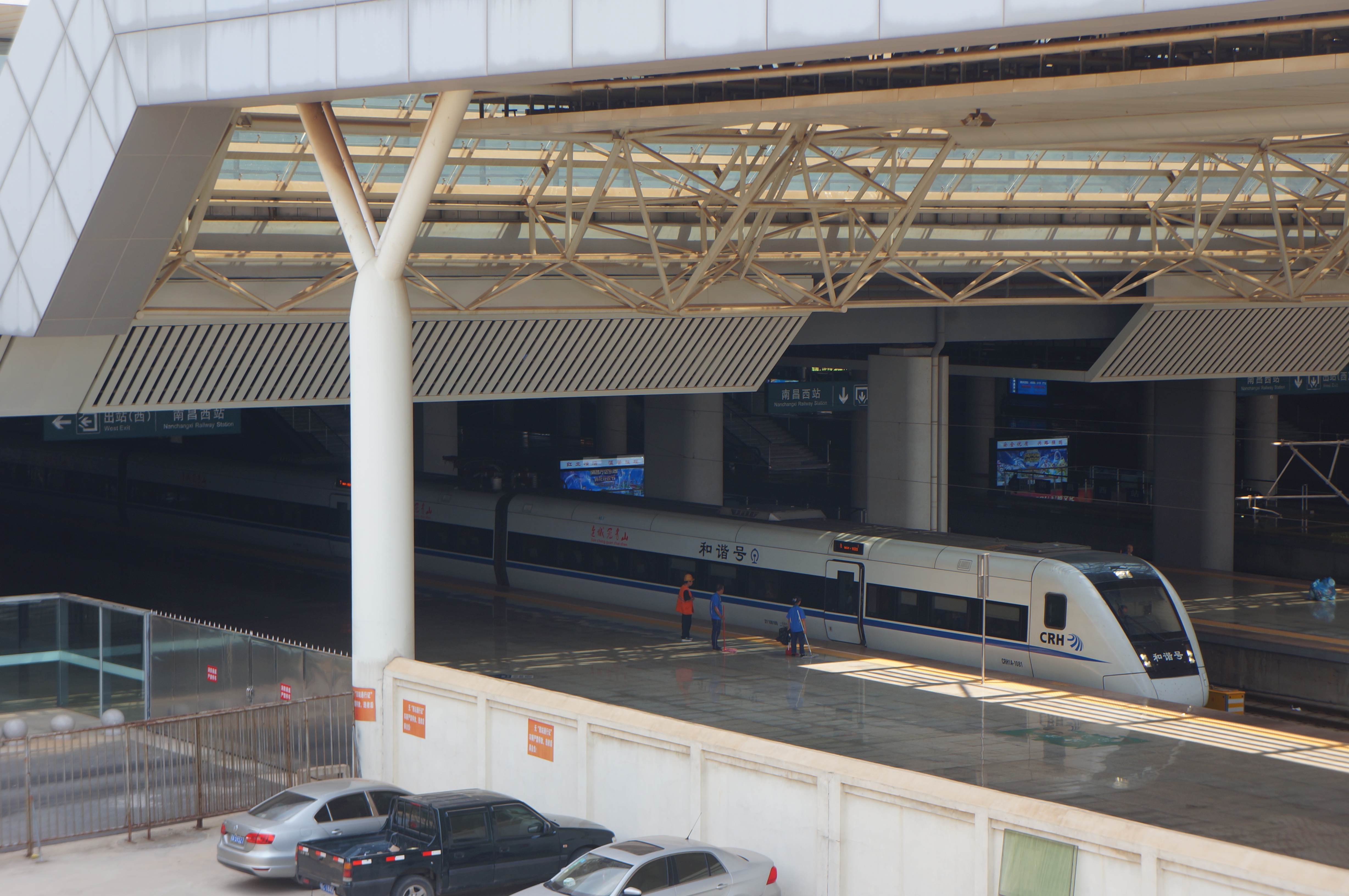
一列昌福动车组列车到达南昌西站

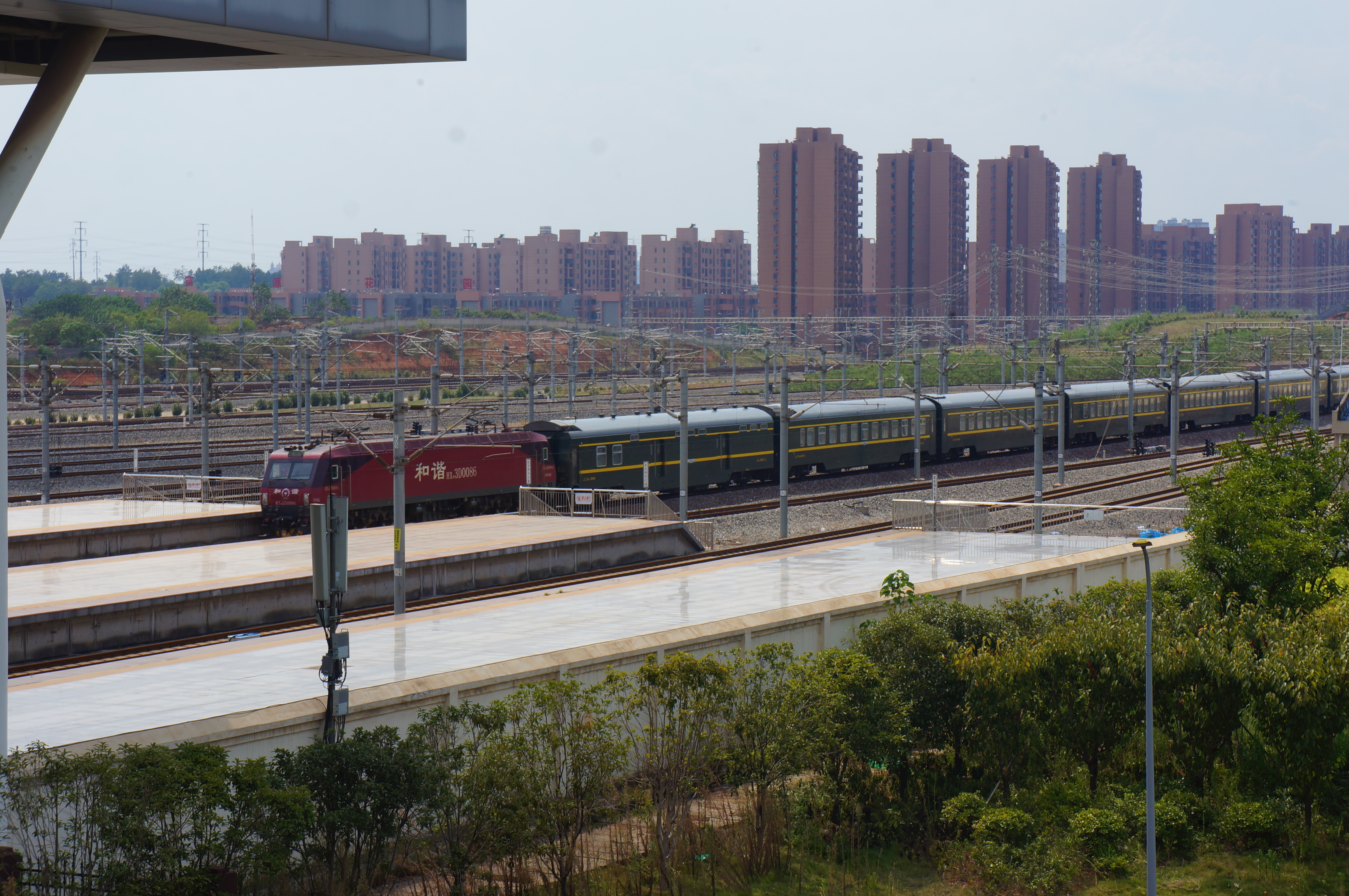
由开往的Z103次列车进入南昌西站停靠

| 北                                    |                      |                      |
| 昌福线、昌九城际铁路1号站台           |                      |                      |
| 到发线（1道）                         |                      |                      |
| 到发线（2道）                         |                      |                      |
| 2号站台 3号站台                       |                      |                      |
| 到发线（3道）                         |                      |                      |
| 到发线（4道）                         |                      |                      |
| 4号站台 5号站台                       |                      |                      |
| 到发线（5道）                         |                      |                      |
| 福州、莆田方向→（VI道）               |                      |                      |
| ←九江、汉口方向（VII道）              |                      |                      |
| 到发线（8道）                         |                      |                      |
| 6号站台 7号站台                       |                      |                      |
| 到发线（9道）                         |                      |                      |
| 到发线（10道）                        |                      |                      |
| 8号站台 9号站台                       |                      |                      |
| 到发线（11道）                        |                      |                      |
| 到发线（12道）                        |                      |                      |
| 10号站台 11号站台                     |                      |                      |
| 昌福线、昌九城际铁路到发线（13道）    |                      |                      |
| 沪昆高速铁路到发线（14道）            |                      |                      |
| 12号站台 13号站台                     |                      |                      |
| 到发线（15道）                        |                      |                      |
| 到发线（16道）                        |                      |                      |
| 14号站台 15号站台                     |                      |                      |
| 到发线（17道）                        |                      |                      |
| 到发线（18道）                        |                      |                      |
| 16号站台 17号站台                     |                      |                      |
| 到发线（19道）                        |                      |                      |
| 杭州东、上海虹桥、南京南方向→（XX道） |                      |                      |
| ←长沙南、昆明南方向（XXI道）          |                      |                      |
| 到发线（22道）                        |                      |                      |
| 18号站台 19号站台                     |                      |                      |
| 到发线（23道）                        |                      |                      |
| 到发线（24道）                        |                      |                      |
| 20号站台 21号站台                     |                      |                      |
| 到发线（25道）                        |                      |                      |
| 到发线（26道）                        |                      |                      |
| 南                                    | 沪昆高速铁路22号站台 | 沪昆高速铁路22号站台 |

## 车站交通

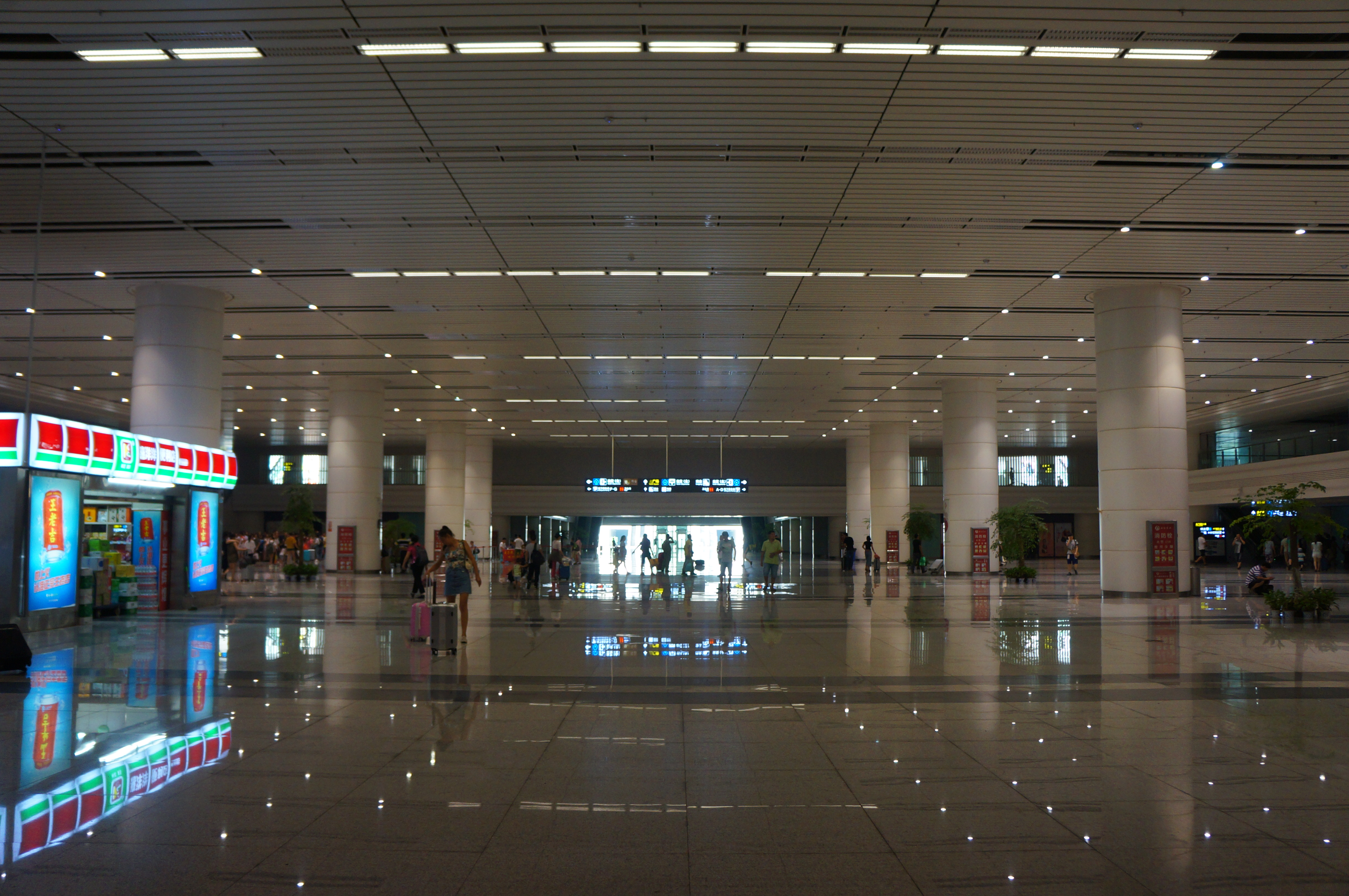
南昌西站北到达大厅，可换乘各种交通工具

### 公交
于2013年9月26日起试运行5条公交线路，其中新辟高铁巴士1线、机场公交3线、707路、708路4条新线路，延伸512路。除了512路外其余四条线路均为新开并免费运行了一个月；为配合杭长南昌到长沙段的启用2014年9月1日开通高铁巴士2号线。截止目前，南昌西站公交枢纽的始发线路有233路、503路、512路、522路、707/708路、高铁巴士等线路。

### 长途
西北侧配合西站在同日启用了临时性的南昌长途汽车西站，2014年12月长途汽车西站主体结构已经完工，2017年8月17日，南昌长途汽车西站正式启用，取代现有的洪城汽车客运站。

### 地铁

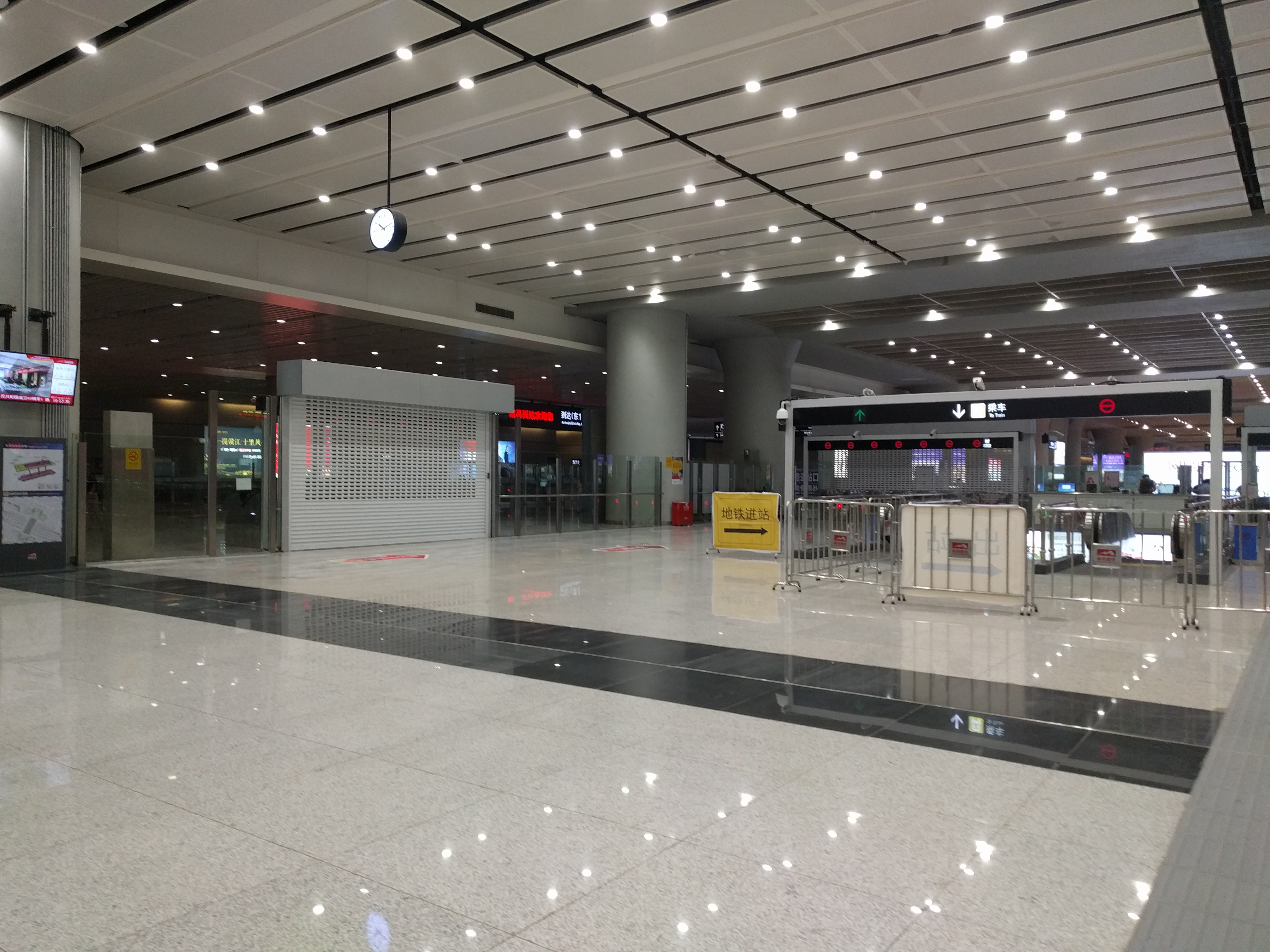
地铁站厅

南昌西站目前接驳南昌地铁2号线，在南昌西站设有地铁南昌西站，地铁车站位于铁路南昌西站的到达层北侧，已于2017年8月通车。可前往地铁大厦站，换乘1号线
同时南昌地铁2号线与4号线在南昌西站南广场南侧设有西站南广场站（原名站前南大道站）。